# Libijska pisava
Libijsko-berberska pisava je abdžadska pisava, ki so jo v 1. tisočletju pr. n. št. uporabljala različna berberska ljudstva Severne Afrike in Kanarskih otokov za pisanje besedil v starodavnih različicah berberskega jezika, med njimi tudi numidskega.
V libijsko-berberski pisavi je napisanih več tisoč napisov in gravur po vsem Maroku, severni Alžiriji, Tuniziji, severni Libiji in Kanarskih otokih. V poznejši različici pisave so tudi napisi na skalnih osamelcih v Maliju in Nigru.
Najbolj znani in pomembni libijsko-berberski napisi so v templju Massinissa, odkriti leta 1904, in mavzoleju princa Atebana v Douggi/Thuggi v severni Tuniziji. Druga pomembna napisa sta Azib N'Ikkis in Oukaimeden, oba v Visokem Atlasu v Maroku. 
Raba libijsko-berberske pisave je v Severni Afriki med vladavino ali po vladavini Rimskega in Bizantinskega cesarstva zamrla, vendar se je razširila proti jugu v Saharo in se tam razvila v tuareško pisavo tifinag, ki jo tuareški Berberi uporabljajo še danes.

## Opis
Pred ustanovitvijo in med obstojem berberskih numidijskih kraljestev (severna Alžirija, 202 pr. n. št.–40 pr. n. št.) in Mavretanije (severni Maroko, 3. stoletje pr. n. št.–44 n. št.) je bilo veliko napisov vgraviranih z libijsko-berbersko pisavo. Velika večina najdenih napisov so preprosti nagrobni zapisi, skalne slike, jamske slike, grafiti in celo nekaj uradnih vladnih ali morda verskih napisov.
Libijsko-berberska pisava je bila abdžadska pisava brez posebnih znakov za samoglasnike. Imela je črke "v", "j" in "h" in morda tudi "a". Geminacija ni bila označena. Pisala se je običajno od spodaj navzgor, čeprav so bili najdeni tudi zapisi od desne proti levi in celo v drugih smereh. Oblike črk so bile odvisne od smeri pisanja, sicer pa so bile zelo geometrične.

## Različice
Obstaja več različic libijsko-berberske pisave. Nekatere študije jih delijo na vzhodne in zahodne. Prepoznanih je bilo 25 "narečij", združenih v 5 družin.
Vzhodna različica pisave je bila v rabi v današnjih regijah Constantine in Aurès v Alžiriji ter v Tuniziji in do neke mere v Kabiliji. Vzhodna različica je najbolje dešifrirana različica zaradi odkritja več numidijskih dvojezičnih napisov v libijsko-berberskem in punskem jeziku. Od leta 1843 je bilo dešifriranih 22 od 24 črk.
Libijsko-berberske črke in njihove tifinaške različice:
| Prečrkovanje | Libijsko-berberske črke (Dougga) | Tifinag (Ahaggar) | novi tifinag |
| ------------ | -------------------------------- | ----------------- | ------------ |
| b            |                                  | ⵀ                 | ⴱ            |
| g            |                                  | ⴳ                 | ⴳ            |
| d            |                                  | ⴷ,ⴸ               | ⴷ            |
| h            |                                  | ⵂ                 | ⵀ            |
| v            |                                  | ⵓ                 | ⵡ            |
| z1           |                                  | ⵋ                 | ⵊ            |
| ṭ            |                                  | ⵟ                 | ⵟ            |
| j            |                                  | ⵉ                 | ⵢ            |
| k            |                                  | ⴾ                 | ⴽ            |
| l            |                                  | ⵍ                 | ⵍ            |
| m            |                                  | ⵎ                 | ⵎ            |
| n            | LB vertical N                    | ⵏ                 | ⵏ            |
| s1           | LB vertical N                    |                   | ⵚ            |
| f            |                                  | ⴼ                 | ⴼ            |
| s2           |                                  | ⵙ                 | ⵙ            |
| q/ɣ?         | ?                                | ⵗ/ⵈ               | ⵖ/ⵇ          |
| r            |                                  | ⵔ                 | ⵔ            |
| s3           |                                  | ⵛ                 | ⵛ            |
| t            |                                  | ⵜ                 | ⵜ            |
| z2           | LB vertical Z                    | ⵣ                 | ⵣ            |
| s4           |                                  |                   |              |
| z3           |                                  | ⵌ                 | ⵥ            |

Zahodna različica je bila v rabi vzdolž sredozemske obale od Kabilije do Kanarskih otokov. Imela je 13 dodatnih črk. Večina zahodne različice še ni dešifrirana. Opaženo je bilo tudi, da se znaki zahodne različice uporabljajo v kombinaciji z možnimi piktogrami živali.

## Izvor
Akademiki še vedno razpravljajo o izvoru libijsko-berberske pisave. Vodilne teorije o njenem izvoru trdijo, da gre bodisi za močno spremenjeno različico feničanske abecede bodisi za lokalni izum pod vplivom slednje, pri čemer je najbolj podprto mnenje, da izhaja iz lokalnega prototipa, ki ga je konceptualno navdihnila feničanska pisava. Druge malo verjetne razlage vključujejo grške, punske ali južnoarabske vplive.
Ena najstarejših znanih različic pisave je v napisih v Douggi iz numidijskih časov.
- Prva objavljena risba dvojezičnega punskega (levo) in libijsko-berberskega (desno) napisa v mavzoleju v Douggi, Tunizija
- Pokončni libijsko-berberski napis na nagrobnio steli, najdeni v Sidi Ali Bahloulu, Tunizija
- Napis v numidščini na nagrobni steli, Narodni muzej Bardo, Tunis
- Skalni napis v vadiju Draa v Fum ash-Shannu, Maroko